# Гонготское соглашение
Гонготское соглашение (яп. 緩衝国建設覚書 кансё:коку кэнсэцу обоэгаки, Меморандум о создании буферного государства)) — соглашение, подписанное 17 июля 1920 года на станции Гонгота японским генералом Юи Мицуэ и представителями Дальневосточной республики Александром Краснощёковым и Генрихом Эйхе.

## Общая политическая ситуация
В конце декабря 1919 года к югу от Верхнеудинска начало разворачиваться красное партизанское движение. К концу января 1920 года партизаны контролировали территорию между реками Селенга и Чикой. Японские и семёновские гарнизоны удерживали только Верхнеудинск, Троицкосавск и железнодорожные станции. 25 января в селе Бичура был созван съезд «восставшего трудового народа Западного Забайкалья», который избрал Центральный исполком Советов Прибайкалья. В феврале сформированная в Иркутске Забайкальская группа войск Восточно-Сибирской советской армии достигла восточного побережья Байкала и, соединившись с формировавшейся здесь 7-й Забайкальской дивизией, двинулась на восток. Белые отошли в Читу, а западно-забайкальские партизаны 18 февраля заняли город Троицкосавск. Объединившись, партизанские силы и части Красной армии приступили к овладению Верхнеудинском.
В Западном Забайкалье японские гарнизоны держали нейтралитет, а 9 марта начали эвакуацию в Читу. Ко 2 марта немногочисленные части белых под командованием Верховного главнокомандующего Г. М. Семёнова отступили за Яблоновый хребет, и Западная группа красных заняла Верхнеудинск. Семёнов не смог усилить войска, оборонявшиеся в Западном Забайкалье, так как его силы были скованы восточно-забайкальскими партизанами, пытавшимися взять Сретенск, а прибывшие с запада части под командованием С. Н. Войцеховского нуждались в отдыхе и переформировке. Кроме того, обострились отношения семёновцев с чехословаками и американскими воинскими контингентами, едва не дошедшие до широкомасштабных столкновений. Эвакуируясь на восток, чехословаки в Верхнеудинске разоружили семёновский гарнизон, и вернули ему оружие только по требованию японцев. Семёновцы опасались нападения чехов и американцев на Читу для установления там эсеровского режима по типу иркутского Политцентра.

## Образование Дальневосточной республики
Открывшийся 28 марта в Верхнеудинске съезд трудящихся Западного Забайкалья 6 апреля провозгласил создание независимой Дальневосточной республики (ДВР). Так как на съезде не присутствовало ни одного представителя других областей Дальнего Востока, то появление ДВР встретили отрицательно даже восточно-забайкальские партизаны. Состоявшийся 20-21 апреля II фронтовой съезд восточно-забайкальских партизан отказался обсуждать вопрос о признании буферного государства, заявив о приверженности советской власти. Большевикам пришлось приложить немало усилий, чтобы убедить партизан в необходимости создания ДВР как не подлежащего обсуждению требования Москвы.
Чтобы объединить Забайкалье и области Дальнего Востока под своей властью, правительству ДВР было необходимо устранить «Читинскую пробку», созданную войсками японцев, частями Семёнова и остатками Русской армии Колчака. Действуя на основе последнего указа А. В. Колчака, назначившего Г. М. Семёнова всей «военной и гражданской властью на всей территории Российской Восточной Окраины», атаман 16 января 1920 года объявил в Чите о создании «Правительства Российской Восточной окраины» во главе с кадетом С. А. Таскиным. Правительство ДВР не скрывало желания силой оружия, опираясь на помощь Советской России, ликвидировать государственное образование Г. М. Семёнова, однако, учитывая курс Москвы на избежание конфликта с Японией, правительство ДВР, стараясь не раздражать японцев, параллельно с наращиванием мощи Народно-революционной армии, развернуло широкую агитацию за «мирное освобождение» Забайкалья и Дальнего Востока.
В апреле 1920 года начались бои между войсками ДВР и Восточной окраины в районе Читы, в ходе которых белым войскам удалось отбить два наступления красных войск.

## Первые переговоры между ДВР и японцами
14 мая 1920 года командующий японскими войсками на Дальнем Востоке генерал Юи Мицуэ объявил о согласии вести переговоры с ДВР. Японцы предложили создать западнее Читы нейтральную зону, которая бы отделила части НРА от японских и русских войск. 24 мая на станции Гонгота начались официальные переговоры ДВР и японского командования. Как предварительное условие было принято, что «НРА и экспедиционные силы японской империи не вели и не ведут войну, случаи столкновения, вызванные взаимным непониманием, должны рассматриваться как печальные недоразумения».
Делегация ДВР стремилась увязать заключение перемирия с тремя условиями:
1. Эвакуацией японцев с территории ДВР,
2. Отказом японцев от поддержки Г. М. Семёнова,
3. Достижением перемирия на всех фронтах, включая партизанские.

Японцы отказались от эвакуации войск, ссылаясь на угрозу Корее и Маньчжурии, потребовали признать Семёнова за равноправную сторону при переговорах об объединении дальневосточных областных властей, и стремились ограничиться лишь соглашением с НРА, чтобы разгромить восточно-забайкальских партизан. В начале июня переговоры прервались из-за отказа делегации ДВР признать «правительство Российской Восточной окраины» как равноправную сторону на будущих переговорах об объединении областных правительств.

## Возобновление переговоров и подписание соглашения
В результате переговоров на разъезде Алеур между японскими властями и партизанами: 2 июля было заключено перемирие между японскими войсками и партизанскими силами в районе правого берега реки Шилка, а 10 июля — для левого берега. 3 июля японское командование опубликовало декларацию об эвакуации своих войск из Забайкалья.
10 июля возобновились переговоры между японцами и делегацией ДВР на станции Гонгота. 16 июля стороны обменялись нотами, в которых, идя на уступки японцам, ДВР брала на себя обязательство, что «буферное государство не положит коммунизм в основу своей социальной системы», что не допустит на свою территорию советские войска и гарантирует «в сфере своего влияния личную неприкосновенность японских граждан и уважение прав». 17 июля было подписано соглашение о нейтральной зоне от станции Гонгота до станции Сохондо с границей по меридиану 113 градусов 30 минут восточной долготы. 25 июля 1920 года началась эвакуация японских войск из Забайкалья, окончившаяся 15 октября.

## Последствия соглашения
Белые понимали невозможность после эвакуации японцев собственными силами удержать ранее занимаемую территорию. На совещании командующего Дальневосточной армией генерал-лейтенанта Н. А. Лохвицкого с командирами трёх корпусов было намечено сосредоточить главную массу войск южнее реки Онон с базированием на станцию Маньчжурия. Белые планировали, пока будет позволять обстановка, удерживать Читу небольшим арьергардом. Этот план был доложен Г. М. Семёнову и не встретил возражений.
31 июля белые ушли из Сретенска, 5 августа — из Нерчинска. К 13 августа в Нерчинске осталось до тысячи японцев, объявивших об эвакуации в двухнедельный срок. 17 августа делегаты Нерчинска и Сретенска, прибыв на станцию Зилово, объявили о признании власти ДВР. С уходом японцев в эти города постепенно мирно вошли партизаны.
Так как действия НРА сковывались Гонготским соглашением, то центр тяжести борьбы красных и белых переместился в Восточное Забайкалье. В конце июля состоялся III фронтовой съезд восточно-забайкальских партизан, принявший решение о преобразовании партизанских отрядов в регулярные части НРА по штатам Красной армии. За август переформирование было завершено, Восточно-Забайкальский фронт был переименован в Амурский. Под видом никому не подчиняющихся «особых крестьянских» отрядов части Амурского фронта начали продвижение за линию Алеурского соглашения. В свою очередь, к 23 сентября каждое соединение НРА сформировало по партизанскому отряду, чтобы наступать на Читу под видом восточно-забайкальских партизан.
15 сентября в Нерчинске открылся съезд трудящихся Восточного Забайкалья, который принял декларацию о признании ДВР и избрал Областной народно-революционный комитет. Когда японцы попытались 13 октября проконтролировать выполнение Алеурских соглашений, им было заявлено: «Нерчинский облнарревком, представляющий всё население Восточного Забайкалья, ни с кем пока мирных условий не заключал, поэтому нечего и проверять».
Когда 15 октября завершилась эвакуация японских войск из Читы, Военный совет Амурского фронта потребовал капитуляции Читинского гарнизона. После получения отказа началось третье наступление красной армии на Читу. 21 октября началась эвакуация Читы белыми, и утром 22 октября части НРА вступили в Читу, причём ряд пунктов города был уже занят боевыми дружинами большевистского подполья. Чтобы не дать повода японцам обвинить правительство ДВР в нарушении Гонготского соглашения, было сообщено, что Чита была освобождена партизанскими отрядами под командованием Старика. Со станции Маньчжурия японская военная миссия полковника Идзомэ заявила протест ДВР о нарушении временной неприкосновенности Читы, на что из Верхнеудинска ответили, что напали партизаны, а власти ДВР ни при чём. Это не помешало правительству ДВР уже 25 октября переехать в Читу.